# 學習技巧
學習技巧，或稱學習策略，是可以應用在學習過程上的方法和方式。學習技巧通常指一系列處理、組織和吸收新資訊，保留已有資訊，和處理評估資訊的技能。掌握學習技巧不僅可以譲學生在學校時期取得優越的成績，并也可以受益終生。
學習技巧有很多種，但通常都可以在短時間內掌握，並廣泛地應用於大多數研究領域。廣義上講，任何能夠提高一個人學習、保留和回憶資訊的能力，甚至有助於通過考試的技能都可以稱為學習技能，例於如何管理時間和自我激勵，具體包括记忆术、高效閲讀、集中注意力、如何做筆記等等。甚至一部分應試技巧，如快速排除錯誤選項、合理推測、鎖定主旨等也可以算是廣義的學習技巧。
學習技能應該具備通用性，它們必須與特定的學科領域（例如音樂或工程學）獨有的策略以及學生本身固有的能力（例如智力或個性）區分開來。然而，對於學生來說，初步了解他們習慣的學習方法至關重要，這樣他們就可以更好地理解自己在學習新技術時的動態和阻力。

## 學習技巧的種類

### 應試策略
應試策略通常分爲以下幾部份:

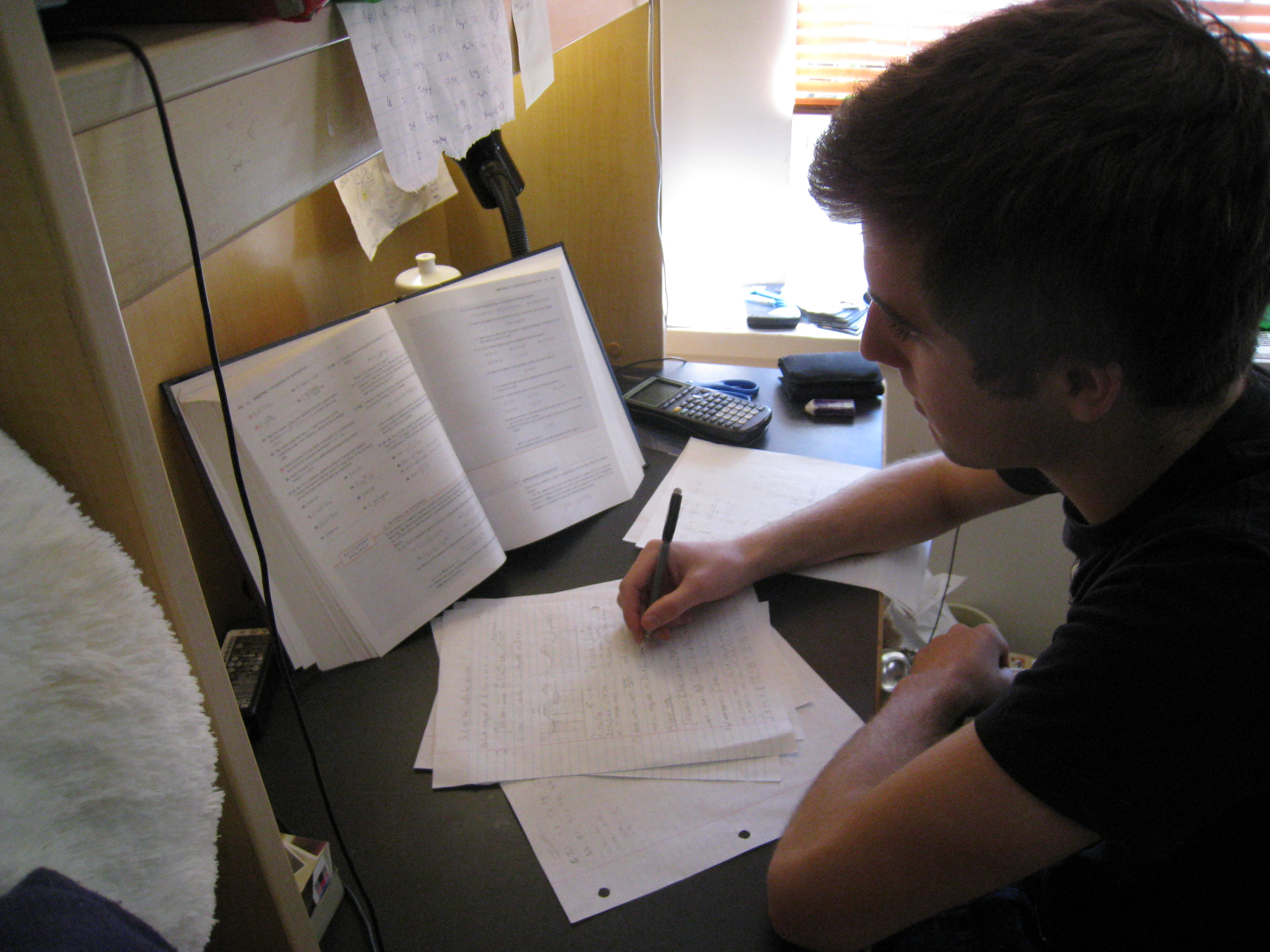
一位學生在使用PQRST學習法來準備他的期末考試

- 預覽(preview):學生大概了解將要考試的内容及要點
- 問題(question):學生發掘溫習中所發現的問題並制定問題
- 閱讀(read):在溫習資料中找出問題的答案
- 總結(summary):總結所有溫習的要點 -->自我重述(Self-description):Thomas F. Staton(1982):透過內心記憶自我描述所學習的知識, 確認自己能清楚掌握內容以利深植長期記憶 ; REX PENG(NTU EMBA 107A,2021) - 建議學生實際學習活動在睡前進行PQR活動,並於隔天清晨起床後進行ST活動, 可立即加深長期記憶效果!特別是英文與數學學習!
- 測試(test):學生測試在"問題"部分制定的問題

以上的應試策略在西方被稱爲PQRST學習法。
臨時抱佛腳是一種大量用功，以期在短時間吸收大量資訊的做法。教育者經常反對臨時抱佛腳，因為這種作法無助真正的學習。

### 學習時間管理
番茄工作法 或 蕃茄鐘 是一種學習時間管理的方法

### 抽象思考
抽象思考對於學習許多知識時是必要的能力，類似數學及電腦科學的領域往往需要抽象思考的能力來學習。抽象思考的前提是要先懂得抽離各種符號，並以個人經驗為主體，發展出一種可以在沒有親身經歷下，就可以理解這個世界的方法，由於是在沒有實作和實際應用下進行學習，所以比較難。

### 概念圖
以繪圖建構聯繫形式指導，增強學習對象聯想力，在教育和商業界廣泛應用。